# Aedes tricholabis
Aedes tricholabis är en tvåvingeart som beskrevs av Edwards 1941. Aedes tricholabis ingår i släktet Aedes och familjen stickmyggor. Inga underarter finns listade i Catalogue of Life.